# Saint-Pantaléon (Lot)
Pour les articles homonymes, voir Saint-Pantaléon.
Saint-Pantaléon est une ancienne commune française, située dans le département du Lot en région Occitanie.
Depuis le 1et janvier 2019, elle est intégrée à la nouvelle commune de Barguelonne-en-Quercy, résultant de la fusion des anciennes communes de Saint-Daunès, Bagat-en-Quercy et Saint-Pantaléon.

## Géographie
Village du Quercy Blanc, à 20 km au sud-ouest de Cahors et à 100 km au nord de Toulouse. Il est traversé par le ruisseau Fraysse, affluent de la  Petite Barguelonne.
Le Quercy Blanc est une région de grands plateaux calcaires blancs entrecoupées de vallées fertiles à cheval sur le sud du Lot et le nord du département de Tarn-et-Garonne.
Accès par l'ancienne route nationale 653 entre Cahors et Montcuq.

### Communes limitrophes
| Bagat-en-Quercy (Barguelonne-en-Quercy)      | Villesèque       |       |
| Saint-Daunès (Barguelonne-en-Quercy)         | Saint-Pantaléon  | Cézac |
| Montcuq-en-Quercy-Blanc (par un quadripoint) | Lendou-en-Quercy |       |

## Toponymie
Le village tire son nom du saint éponyme, saint Pantaléon.
Le toponyme Saint-Pantaléon, en occitan Sent Pantaleon, est basé sur l'hagiotoponyme chrétien Pantaléon de Nicomédie.
Pantéleimon de Nicomédie (en grec, o Άγιος Παντελεήμων) ou Pantaléon était médecin. Les Romains le condamnèrent à la décapitation pour avoir aidé les pauvres, mais il échappa à six tentatives d'exécution. Il fut canonisé plus tard avec le nom de Pantaleone. Il fut même saint patron des médecins.
Saint Pantaléon est le saint protecteur (San Pantaleone) de Venise. Prénom très usité dans la ville, il en devient un sobriquet pour définir les habitants de la ville ; À ne pas confondre avec le Pantalon de la Commedia dell’arte (en italien Pantalone ou Panthalon), personnage « bouffonnement hypocrite» qui portait une culotte longue, costume allant du cou aux pieds et dont les chausses tombaient droites, ce qui, par glissement (antonomase), a donné le mot "pantalon".

## Histoire
Telles quelles, quelques données relevées sur les microfilms des archives départementales...
La demande concernait les documents concernant Saint-Pantaléon. Seuls ces microfilms pouvaient être consultés. D'autres documents existent, plus complets ou plus explicites (registres divers), mais il faut pour y accéder une autorisation en bonne et due forme des services compétents. Reste donc à transformer ce puzzle - ou cet exercice à trous - en une véritable histoire.
Notes :
- les parties illisibles sont représentées par [---]
- les mots incertains sont suivis de [?]

[---] de Saint-Gili qui se disait descendant de Raymond de Saint-Gilles avait seigneurie de Saint-Pantaléon, de Saint-Martial et château Saint-Gery à Lascabanes.
1263
Raymond de Saint-Gili seigneur de Saint-Pantaléon signe un acte à Montcuq.
1464
Au repaire de Saint-Pantaléon mariage d'Esclarimonde de Saint-Gili, fille du marquis de Saint-Gili damoiseau seigneur de ce repaire, avec noble Pons de Ulmès, fils de feu noble Bern de [---]. Elle [---] pour dot 300 [---] d'or, de 10 gros [---], 2 robes au palandral[?] fourrées, 2 gouelles[?], 2 capuces, 1 beau drap de France ou d'Angleterre. Témoins : les curés de Saint-Pantaléon et de Counoul[?], Bert, de Saint-Gery, Jean de Saint-Gili seigneur de Péchaurié.
1478
Mariage d'une autre fille, Hélène de Saint-Gili avec [---] Jean Brunet, bourgeois de Villeneuve-sur-Lot.
1490
Nicaise de Saint-Gili, fils du même marquis, exécuteur testamentaire de Jean de Belcastel.
1555
Noble Jehan de Saint-Gili seigneur de Saint-Pantaléon.
1598
Noble Jacques de Saint-Gili.
[---]
En l'archiprêtré[?] des Vaux de Névège avec Saint-Martial comme annexe, de collation épiscopale mais récemment unie au Chapitre et le [---] Dumas [---] archidiaconat de Cahors, dont le titulaire est patron de la paroisse.
En août 1251, Maître Géraud recteur, partage quelques dîmes[?] avec le Commandeur de Carnac (Haute-Garonne).
1327
Hugues de Roger ou Rougier.
En décembre 1344, à la mort du recteur Pierre Roger (ou Rougier), la réserve est mise par le pape sur sa paroisse, et, le même jour, elle est conférée à Pierre Majeur (ou Maire, Majoris) chanoine de Sainte-Radegonde de Poitiers, chapelain de quelque cardinal.
1379
Raymond Faure
138(?)
collation confirmée à Géraud Faure mais en 1361, Gasbert[?] de Vayrac avait remplacé Pierre Majeur décédé.
1443
Pierre Terralts (ou Gerralts) dont le nom revient [---] dans les actes des notaires de Montcuq.
1455
accord pour les limites du dioçaise[?] avec le curé de Lascabanes.
1458
[---] il reçoit le testament du curé de Bagat.
1462
il fait un compromis au sujet des limites du diacaise[?] avec le curé de Villesèque. Ce compromis a pour témoins le Comm[---] de Trébaïre, Pons Coaltrac[?] marquis de Saint-Gili, seigneur de Genebiade[?], Bern de Blanquefois, damoiseau ; les arbitres sont le curé de Sainte-Croix, Bertrand de Saint-Gili, damoiseau, Jean Rouichon[?], chartreux de Cahors.
1491
Me Mathieu de la Porte, docteur es décrets, chapelain pontifical, auditeur des causes, demande l'union à son église de celle de Sauzet et création d'un vicaire dans chaque paroisse pour le service des âmes. Le pape règle qu'à la mort ou démission dudit Mathieu, l'union [cessera ou cassera] et le vicaire restera recteur.
1495-1514
Jacques de Saint-Gili [---] a pour successeur Antoine de Saint-Gili.
1515
Jean d'[Anglars ou Anquars] fils de Guillaume est mentionné comme curé dans le testament de son père, mais de nouveau en 1516, il est dit qu'Antoine de Saint-Gili remplace Jacques. Antoine, décédé, a pour successeur Raymond de Doumer le 31 août 1522, et en mars 1523 Jean de [Pouget ou Rouget] hôtelier de l'abbaye de Moissac en faveur de qui Jacques de Saint-Gili résignait.
1527
Raymond de Domec, vicaire général de Cahors.
1542
Basile de Ferrières, scripteur de la familia pontificale, fait avoir la paroisse à son commensal François Patr[---]. Vers cette date le prieur de Saint-Pantaléon, le grand archidiacre, c'est noble et honorable homme Maître Paul de Mycots de Lusca[---] prieur de Clairvaux en Rouergue, qui le 1er juin 1545 [---] à Antoine Bordasquier[?] bourgeois, Cosme [Fouau ouForeau] apothicaire.
Il avait aussi l'église Saint-Privat de Montcuq. Il est appelé seulement recteur dans un acte de 1557.
1660
Maître Giraud Griffoul [---] du curé d'Albas.
1696 François Frégals
en 1724
prieur [---] Emmanuel Gabiot de Ciniac de Iversac[?] bachelier en théologie, Grand-archidiacre (bulle du pape).
1724-1744
Antonin Bley recteur
1753
Bern[---]Jos Couture[?] vicaire de [---], de Sauzet.
1773 François Froment dut prêter le serment constitutionnel ; il est présent comme [---] au synode de M. Danglars.
1779
Jean-Baptiste Séguy prête serment et reste en place. Le prêtre François Louis Taillade fait quelque temps le service.
1786
Barg[---] nommé curé de [---] les reliques de Saint Pantaléon, chapelle privée chez M. [Gleize ou Gleizes][?] de Raffin.
Le 1er janvier 2019, la commune fusionne avec Bagat-en-Quercy et Saint-Daunès pour former la commune nouvelle de Barguelonne-en-Quercy dont la création est actée par un arrêté préfectoral du 28 septembre 2018.

## Politique et administration
| Période      | Période  | Identité          | Étiquette | Qualité       |
| ------------ | -------- | ----------------- | --------- | ------------- |
| janvier 2020 | En cours | julien Astoul     |           | maire délégué |
| janvier 2019 | 2020     | Christian Jalbert |           |               |

| Période                                  | Période | Identité            | Étiquette | Qualité |
| ---------------------------------------- | ------- | ------------------- | --------- | ------- |
| Les données manquantes sont à compléter. |         |                     |           |         |
| 1935                                     | 1956    | Clément Lasbouygues |           |         |
| 1956                                     | 1971    | Georges Miquel      |           |         |
| 1971                                     | 1989    | Yvan Bach           |           |         |
| 1989                                     | 2014    | Gérard Lacroix      |           |         |
| 2014                                     | 2018    | Christian Jalbert   |           |         |

## Population et société

### Démographie
L'évolution du nombre d'habitants est connue à travers les recensements de la population effectués dans la commune depuis 1793. Pour les communes de moins de 10 000 habitants, une enquête de recensement portant sur toute la population est réalisée tous les cinq ans, les populations de référence des années intermédiaires étant quant à elles estimées par interpolation ou extrapolation. Pour la commune, le premier recensement exhaustif entrant dans le cadre du nouveau dispositif a été réalisé en 2007.

En 2016, la commune comptait 269 habitants, en évolution de +9,35 % par rapport à 2010 (Lot : +1,31 %, France hors Mayotte : +2,11 %).
| 1793 | 1800 | 1806 | 1821 | 1831 | 1836 | 1841 | 1846 | 1851 |
| ---- | ---- | ---- | ---- | ---- | ---- | ---- | ---- | ---- |
| 650  | 853  | 857  | 721  | 807  | 807  | 783  | 800  | 775  |

| 1856 | 1861 | 1866 | 1872 | 1876 | 1881 | 1886 | 1891 | 1896 |
| ---- | ---- | ---- | ---- | ---- | ---- | ---- | ---- | ---- |
| 784  | 730  | 724  | 698  | 683  | 673  | 609  | 577  | 544  |

| 1901 | 1906 | 1911 | 1921 | 1926 | 1931 | 1936 | 1946 | 1954 |
| ---- | ---- | ---- | ---- | ---- | ---- | ---- | ---- | ---- |
| 507  | 461  | 186  | 377  | 370  | 362  | 354  | 274  | 238  |

| 1962 | 1968 | 1975 | 1982 | 1990 | 1999 | 2006 | 2007 | 2012 |
| ---- | ---- | ---- | ---- | ---- | ---- | ---- | ---- | ---- |
| 226  | 182  | 136  | 138  | 160  | 223  | 231  | 232  | 261  |

| 2016 | - | - | - | - | - | - | - | - |
| ---- | - | - | - | - | - | - | - | - |
| 269  | - | - | - | - | - | - | - | - |

### Événements
La fête du village se déroule le dernier dimanche de juillet, près du 27 juillet qui est le jour de la Saint-Pantaléon.

C'est une fête typique de la région avec orchestre "variétés musette" et grand repas rassemblant plusieurs centaines d'habitants et de vacanciers.

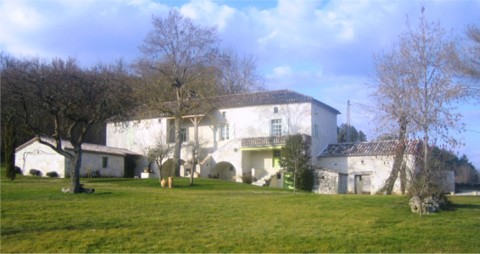
Une maison typique du Quercy Blanc.

## Économie
Viticulture : Coteaux-du-quercy (AOVDQS).

## Culture locale et patrimoine

### Architecture
Comme dans tout le Quercy Blanc, on peut admirer de superbes maisons en pierre de calcaire blanc avec leur bolet (terrasse couverte).

### Lieux et monuments
- Église Saint-Pantaléon du XIIe siècle et son clocher. L'édifice est inscrit au titre des monuments historiques en 1925[10].

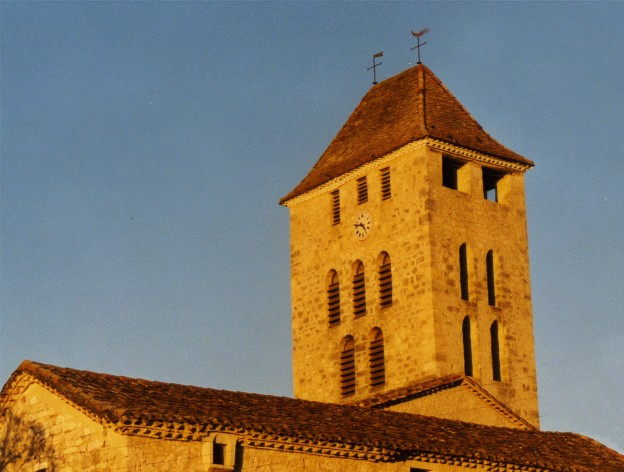
Le clocher de l'église.
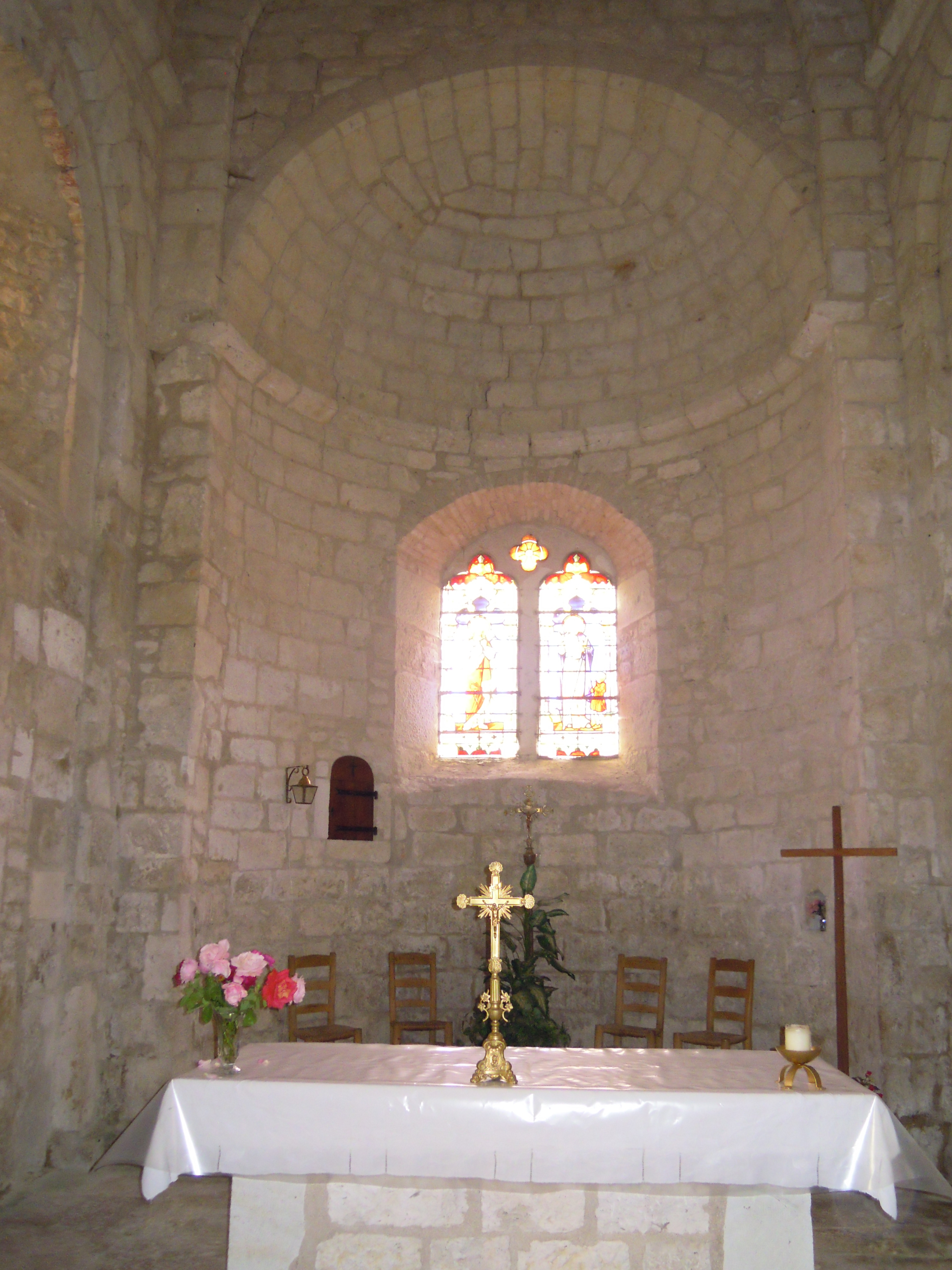
L'intérieur de l'église.

### Personnalités liées à la commune
- Bernard Frézals (Saint-Pantaléon  22 novembre 1672-Braine (Aisne) 14 mars 1751), écuyer, conseiller du roi, garde du corps du maréchal Louis François de Boufflers à Milly-sur-Thérain, receveur du comté de Braine (Aisne), subdélégué de l'Intendant de Soissons. Il est issu d'une famille de la bourgeoisie locale et à l'origine d'une lignée aristocratique comprenant plusieurs officiers généraux et un ambassadeur[11].